# 4-я стрелковая дивизия (1-го формирования)

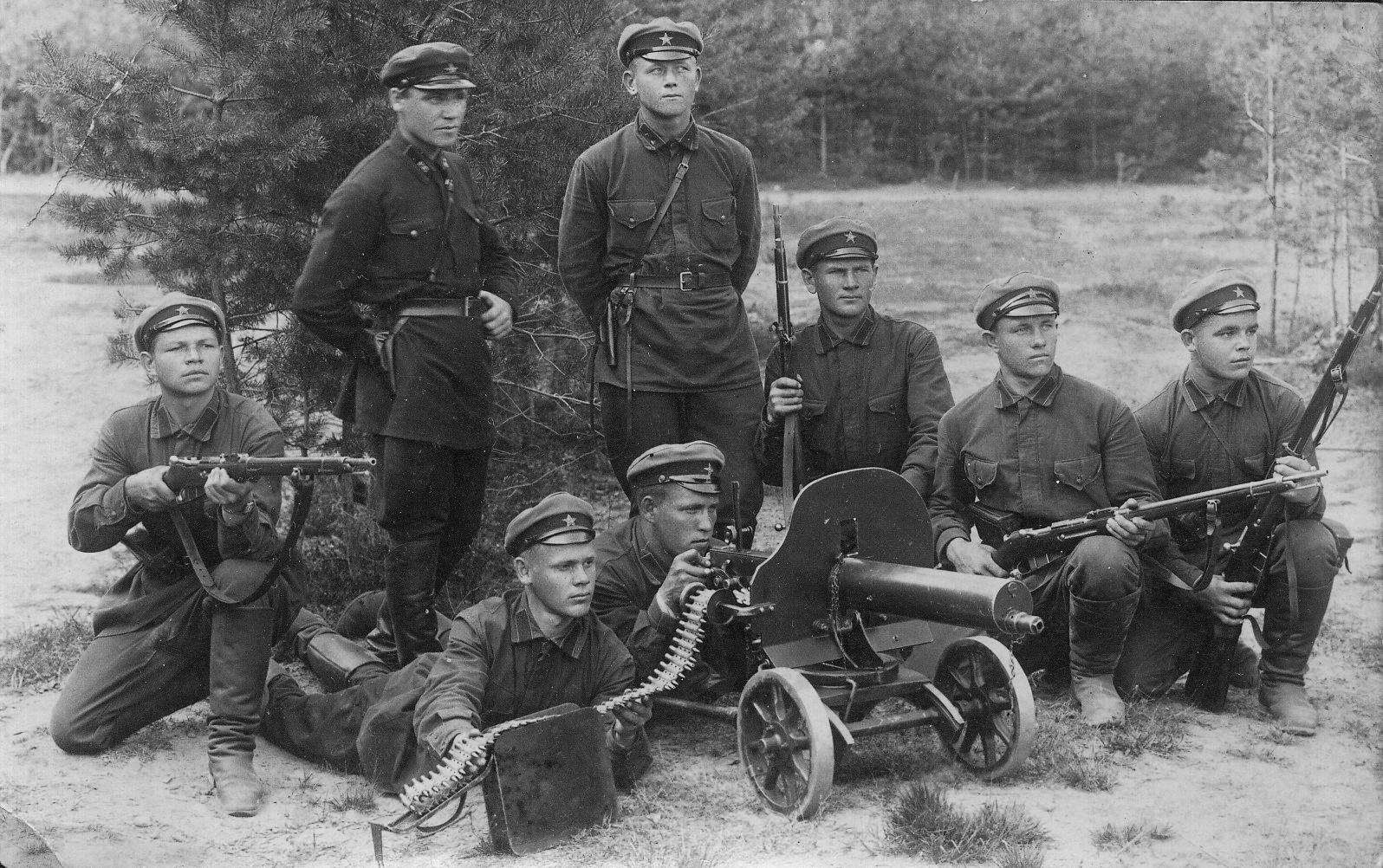
Командиры и бойцы РККА, 1930 год

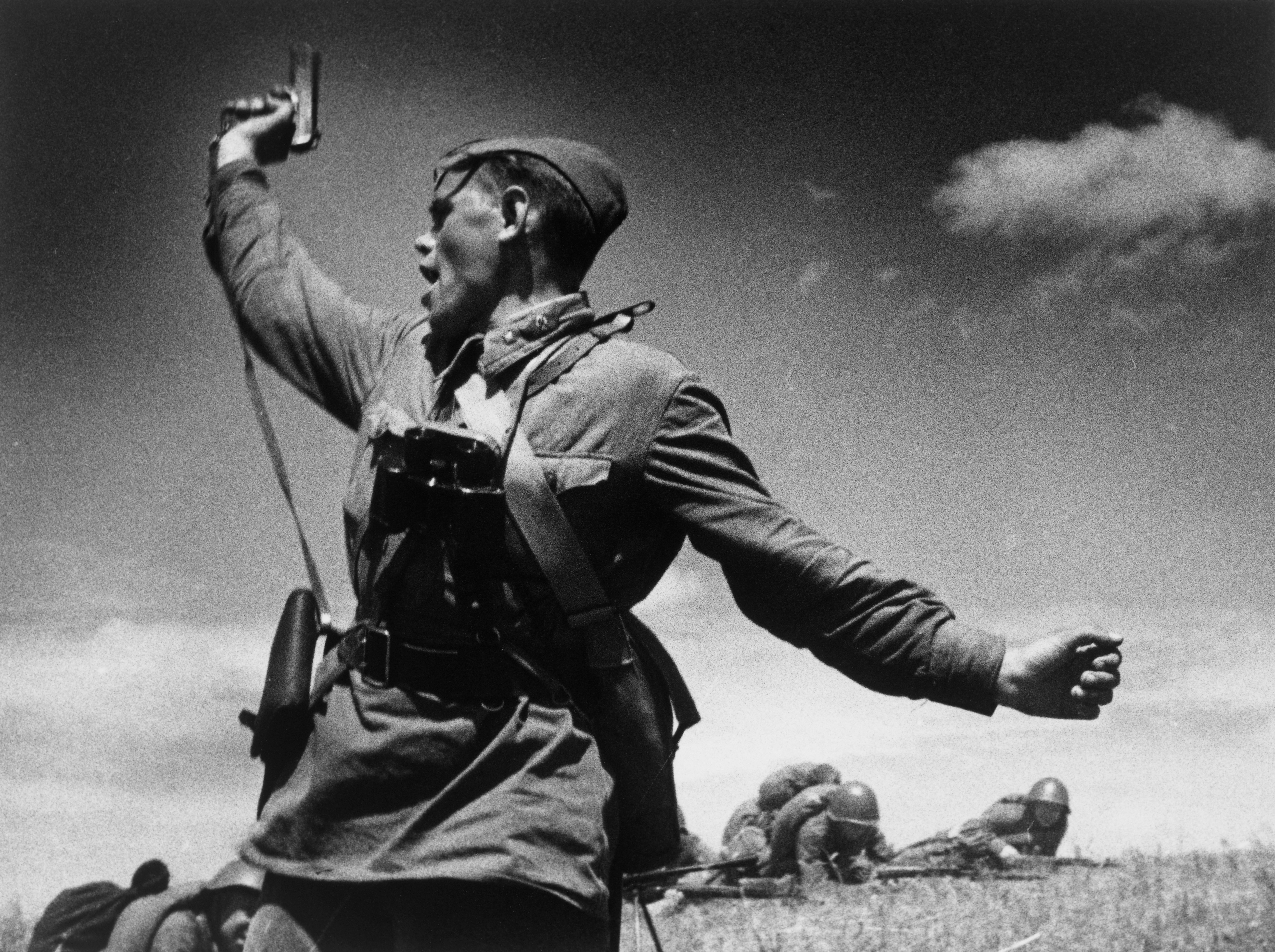
Военнослужащие дивизии во время атаки, «Комбат» — знаменитая фотография М. Альперта.

4-я стрелковая дивизия — общевойсковое формирование (соединение, стрелковая дивизия) РККА ВС СССР, до и во время Великой Отечественной войны.
Полное действительное наименование — 4-я стрелковая Смоленская Краснознамённая дивизия имени Германского пролетариата.

## История дивизии
Сформирована 12 июня 1919 года по приказу Революционного военного совета 15-й армии на базе остатков Литовской стрелковой дивизии и 4-й стрелковой дивизии (формирования 1918 года) в составе:
- управления
- 1-й стрелковой бригады (основа бывшее управление и оставшиеся войска Литовской сд)[3].
- 2-й стрелковой бригады (части расформированной в мае 4 сд (формирования 1918 г.)[3].
- 3-й стрелковой бригады (части расформированной в мае 4 сд (формирования 1918 г.)[3].

12 июня 1919 года начальником дивизии назначен В. И. Солодухин.
В июне — июле 1919 года дивизия принимала участие в боевых против антибольшевистских повстанцев в Белоруссии в районе Иоды, Шарковщина, Германовичи, Погост.
В августе 1919 года пополнена личным составом управления 2-й стрелковой дивизии Армии Советской Латвии.
До ноября 1919 года дивизия участвовала в боях с Северо-Западной армией генерала Н. Н. Юденича. В августе 1919 года вела бои на режицком и пыталовском направлениях, участвовала во взятии Пскова (август 1919), Луги (октябрь 1919), Гдова (ноябрь 1919).
В марте — октябре 1920 года участвовала в Советско-польской войне. Дивизия принимала участие в майской и июльской операциях 1920 года, ведя бои с польскими войсками в районе Полоцка, Минска, Молодечно, в наступлении на Варшаву и в боях на реке Вкра.
На 13 августа 1920 года располагалась в районе Сохоцин — Борково.
В октябре — ноябре 1920 года дивизия участвовала в операции против формирований Булак-Булаховича в районе городов Речица и Лоев.
В декабре 1920 года — апреле 1921 года вела боевые действия против бандитизма и антисоветских восстаний в Гомельской и Минской губерниях.
В сентябре-ноябре 1939 года принимала участие в походе РККА в Западную Белоруссию в Польшу в составе 5-го стрелкового корпуса конно-механизированной группы Белорусского фронта, в ходе которой прошла до реки Нарев юго-восточнее Белостока.
С началом Зимней войны в декабре 1939 года была переброшена в 13-ю армию Ленинградского военного округа. 5 — 8 декабря 1939 года дивизия была отправлена из Буховичей и Чижениц в Ленинград. 12 декабря 1939 года начала передислокацию на Карельский перешеек. 17 декабря 1939 года дивизия прибыла в группу Грендаля на озере Суванто-ярви. 24 декабря 1939 года дивизия форсировала озеро и заняла плацдарм у деревни Келья, откуда была выбита к 28 декабря, понеся тяжёлые потери. С 26 декабря 1939 года в составе 13-й армии. С 26 января по 13 февраля 1940 г. дивизия в составе 15-го стрелкового корпуса вела бои в районе Яюряпяя — Васикасаари на Карельском перешейке. 7 марта 1940 года форсировала Вуоксу в районе Яюряпяя.
11 — 18 апреля 1940 года дивизия погрузилась в эшелоны и из Ленинграда отправилась в Тбилиси в Закавказский военный округ, где вошла в состав 3-го стрелкового корпуса.
На 22 июня 1941 года дислоцировалась в Закавказском военном округе, Батуми вблизи границы с Турцией. В составе дивизии находилось до 14,5 тысяч человек личного состава, 54 Т-26, 10 Т-38, 10 БА, 180 единиц артиллерии.
В сентябре 1941 года дивизия была переброшена в район Большого Токмака в состав 18-й армии Южного фронта.
В действующей армии с 17 сентября 1941 по 28 ноября 1942 года. В сентябре-октябре 1941 года принимала участие в Донбасской оборонительной операции, в 1942 году в Барвенково-Лозовской операции, отражала удары противника севернее Ворошиловграда, вела арьергардные бои на шахтинском направлении, оборонялась на Дону. В августе 1942 года обороняла туапсинское направление.
К утру 20 сентября 1941 года частям дивизии надлежало сменить на участке Шмалковка — Тимошёвка 130-ю стрелковую дивизию и организовать на этом рубеже прочную оборону, чтобы не допустить прорыва противника в направлении Михайловки. Правее, на участке Балки — Шмалковка, занимала оборону 164-я стрелковая дивизия под командованием полковника Червинского. Левее, на участке Тимошёвка — Тарасовка — 96-я стрелковая дивизия полковника Шепетова.
В назначенный срок личный состав, спешно переброшенный на оборонительный рубеж, трудился над усовершенствованием позиций и созданием системы огня. На правом фланге стоял 220-й стрелковый полк, на левом — 39-й стрелковый. Оба полка подтянули сюда лишь часть своих сил, которую удалось перебросить на автомашинах.
Вторая часть дивизии, более многочисленная, прежде чем попасть в район обороны, должна была совершить 70-километровый марш. В условиях господства в воздухе авиации противника осуществить такой переход было весьма сложно. Передвигаться необходимо было только ночью, а днём следовало рассредотачиваться, маскироваться и выжидать. Руководил маршем начальник штаба дивизии подполковник Михаил Антонович Прокопенко. Ему удалось провести войска избежав бомбардировок.
Утром 20 сентября 1941 года немецкие части подошли к переднему краю дивизии довольно беспечно, без поддержки артиллерии и авиации. Одна колонна следовала через Малую Белозёрку на Михайловку, другая южнее — на Тимошёвку. Впереди колонн двигались разведка и боевое охранение. Пулемётчики дивизии, не обнаруживая себя, подпустили эти группы метров на сто, а потом огнём рассеяли противника. Немного досталось и тем, кто шёл в колоннах. После двухчасового молчания, накопив силы, немцы открыли по переднему краю полков не очень плотный артиллерийский огонь и сразу пошли в атаку, которую снова удалось отбить. Понеся потери, немцы отошли в исходное положение и залегли. Наступило затишье. Вскоре появились бомбардировщики противника и начали бомбить позиции дивизии. Минут через 10-15 они улетели, а наземные войска противника после артиллерийского и миномётного обстрела перешли в новую атаку, которая была с трудом отбита.
21 сентября 1941 года, подтянув свежие силы и получив значительную поддержку с воздуха, немцы перешли в решительное наступление. Главный удар они наносили из Малой Белозёрки на Михайловку и далее на Большой Токмак. Три раза после сильной авиационной и артиллерийской подготовки немецкие солдаты бросались в атаку и каждый раз откатывались назад.
26 сентября 1941 года командующий 18-й армией А. К. Смирнов приказал дивизии пробить фронт румынских войск для ввода в прорыв 2-й танковой бригады
27 сентября 1941 года в 8 часов 30 минут после артподготовки по местам скоплений противника и его переднему краю, дивизия перешла в наступление. В первом эшелоне наступали два полка и танковый батальон: на правом фланге, западнее Малой Белозерки, — 220-й стрелковый полк, а на левом, в направлении Большой Белозерки, — 39-й стрелковый. 101-й стрелковый полк находился во втором эшелоне. Время для начала наступления было выбрано удачно. Довольно легко преодолев передний край врага, части дивизии стали развивать достигнутый успех. К полудню полки овладели Малой Белозеркой и продвинулись вперёд на шесть-семь километров. Была разгромлена румынская бригада, захвачено много оружия и пленных. Вечером, с наблюдательного пункта 39-го стрелкового полка можно было наблюдать понурое шествие в тыл полутысячной колонны пленных румын. Примерно такое же количество пленных было захвачено в полосе наступления 220-го стрелкового полка. Враг начал принимать срочные контрмеры. Подошедшие из глубины немецкие части не только остановили продвижение полков дивизии, но и попытались оттеснить их. К вечеру контратаки усилились, но, советские подразделения, уже успевшие закрепиться на достигнутых рубежах, отражали их. Наступление дивизии временно приостановилось. Задача по уничтожению мелитопольской группировки неприятеля не была решена. И, тем не менее, соединения армии задержали наступление противника на две недели, он понёс некоторые потери, при этом особенно большие потери понесли в этих боях 4-я немецкая горнострелковая дивизия, а также 2-я и 4-я румынские бригады.
4 октября 1941 года во второй половине дня на фронте дивизии, которая продвинулась в ходе наступления на 12-15 километров, враг прекратил бесплодные контратаки, и части начали приводить себя в порядок. В этот же день из штаба армии пришло боевое распоряжение, которым предписывалось снять дивизию с занимаемого рубежа и к рассвету 5 октября 1941 года сосредоточить в районе Большого Токмака. Через час дивизия форсированно выдвинулась в указанном направлении.
К утру 5 октября 1941 года немцы, ударив из района Днепропетровска на Синельниково и Орехов, попытались выйти в тыл 18-й армии. Дивизии было приказано занять и оборонять район Ильченково, Солодка Балка, Очеретоватый. Находившийся в авангарде 39-й стрелковый полк, пройдя Солодку Балку, завязал с противником бой. Немцы, укрепившиеся по южной окраине Ильченково, открыли плотный огонь по боевым порядкам полка. Передовые подразделения залегли. Тем временем другие части в маршевой колонне подходили к Солодкой Балке. Из лощины, находившейся в километре восточнее колонны дивизии, появились около 30 вражеских танков. Судя по тому, что они шли в колонне и не вели огня, можно было заключить, что встреча с войсками дивизии явилась для них неожиданностью. Но вражеские танкисты занимали выгодную позицию для удара и начали быстро развертываться в боевую линию. В колонне 101-го стрелкового полка шла его артиллерийская группа в составе одного дивизиона 40-го и одной батареи 95-го гаубичного артиллерийских полков. Заметив танки, все четыре батареи заняли огневые позиции на дороге и отбили танковую атаку врага. Вскоре стало известно, что противник уже перерезал пути отхода советским частям на восток. В этой обстановке командиры 4-й и 164-й стрелковых дивизий решили объединить свои усилия и пробиваться из окружения совместно. Было решено отходить в направлении на Куйбышево, а затем встретиться в районе Зелёного Гая и там определить время и участок прорыва.
Вермахт атаковал со всех сторон. К вечеру 6 октября 1941 года дивизия вышла в район Зелёного Гая и оказалась на западных скатах Приазовской возвышенности. 164-я стрелковая дивизия к месту встречи не пришла.
7 октября 1941 года после недолгой подготовки полки пошли на прорыв. Части дивизии прорвали кольцо окружения чуть южнее Гусарки. Когда основная масса людей и техники миновала опасную зону и устремилась дальше на восток, со стороны Гусарки подошли немецкие танки и полностью смяли большую часть дивизии, причем под удар попал и батальон, который прикрывал отход.
До конца ноября 1941 года дивизия пополнялась людьми и боевой техникой, в том числе в дивизию был влит командный состав 274-й стрелковой дивизии.
В конце ноября 1941 года дивизия вошла в состав 12-й армии, оборонявшейся на фронте Красный Лиман — Дебальцево, западнее Ворошиловграда. Командир армии генерал-майор Константин Аполлонович Коротеев поставил дивизии задачу занять оборону на рубеже Новозвановка, центр села Троицкое, Надаровка, прочно удерживать указанный рубеж и накапливать силы для предстоящих боёв.
К концу декабря 1941 года система оборонительных сооружений была готова, хотя части дивизии и в дальнейшем продолжали совершенствовать её.
29 декабря 1941 года гитлеровцы атаковали позиции 2-го батальона 101-го стрелкового полка. Они стремились овладеть безымянной высотой, с которой можно было бы просматривать глубину обороны дивизии. Но атаку бойцы батальона отбили, высоту сохранили за собой.
В течение зимы и весны 1942 года противостоявшие дивизии 97-я и 111-я немецкие пехотные дивизии ещё не раз прощупывали прочность её позиций. Но части дивизии укрепились надёжно, и атаки противника успеха не имели.
В обороне началось снайперское движение, которое зимой 1941/42 года широко развернулось на всех фронтах. В начале марта в дивизии насчитывалось 117 снайперов.
К июлю 1942 года танки противника вышли в район Миллерово и создали угрозу окружения Южному фронту, в состав которого входила дивизия. Чтобы этого не случилось, командующий фронта генерал Малиновский решил отвести войска фронта за Дон и там закрепиться.
В штаб дивизии поступила боевая задача — в ночь на 16 июля 1942 года незаметно оторваться от противника и уже к утру выйти в район Серго. Ночью дивизия снимается с места и начинает марш. Ей удалось оторваться от противника на 15-20 километров. 16 июля 1942 года дивизия получила приказ: совершив 25-километровый марш, составить арьергард 12-й армии, занять рубеж село Жёлтое — Суходол и удерживать на нём противника до темноты 17 июля. Вскоре дивизия заняла заданный рубеж обороны: на правом фланге дивизии, возле села Жёлтое, оборонялся 110-й стрелковый полк, левее занимал оборону 220-й полк. 39-й стрелковый полк остался прикрывать отход дивизии.
17 июля 1942 года перед 220-м полком появились мелкие группы противника и завязалась перестрелка. Бой нарастал постепенно. Ровно в полдень немцы начали артиллерийскую подготовку, а через 30 минут двинулись вперед их пехотные цепи. Атака была отбита. Противник отошёл и стал окапываться. Вскоре атака врага возобновилась, противник ввёл в бой авиацию и танки. В одном месте, на участке 220-го стрелкового полка, немцам удалось вклиниться в оборону дивизии. Обстановка здесь быстро накалялась. Стараясь развить успех, противник бросил в бой свой резерв: полк пехоты и ещё 10 танков. С наступлением темноты части дивизии, незаметно оторвались от противника с помощью быстрого отступления. Они пересекли затемнённый и притихший Ворошиловград, и быстро ушли на юго-восток, в сторону Ростова.
Именно в этой дивизии во время боёв под Ворошиловградом была сделана знаменитая фотография «Комбат».
К утру 22 июля 1942 года войска 12-й армии, отбиваясь от наседавшего противника, вышли в район юго-западнее Новочеркасска. К исходу дня дивизия вышла в район станицы Старочеркасской. Здесь для войск 12-й армии был построен понтонный мост через Дон. Чтобы скрыть переправу от нападения с воздуха, части армии пользовались ею только ночью: к рассвету мост разводили и укрывали в прибрежном кустарнике. Закончив переправу через Дон, дивизия заняла оборону по левому берегу на участке Манычская — Алитуб. Справа, за Манычём, соседями дивизии были части 37-й армии, слева оборонялась 261-я стрелковая дивизия, входившая в состав 12-й армии. Противник активных действий перед дивизией не предпринимал.
К 25 июля 1942 года обстановка на фронте резко ухудшилась. Вермахт намеревался окружить войска РККА южнее Ростова и уничтожить их. Чтобы избежать этого, командующий фронтом приказал отвести войска на южный берег реки Кагальник и на Манычский канал. Дивизии было приказано оторваться от немцев и к утру 29 июля занять оборону на рубеже Малая Таловая, Верхние, Средние и Нижние Хороли.
К утру 29 июля 1942 года дивизия после двухсуточного марша вышла в район хутора Верхние Хороли и почти без отдыха приступила к организации обороны. Рубеж обороны протянулся на 18 километров, и все три стрелковых полка пришлось расположить в один эшелон: справа — 39-й, в центре — 101-й и на левом фланге — 220-й. По конфигурации передний край обороны дивизии напоминал треугольник, вершина которого находилась на хуторе Верхние Хороли. Именно здесь оборонялся 101-й стрелковый полк. Около полудня части дивизии вступили в боевое соприкосновение с противником. 13-я танковая дивизия врага прорвала оборону дивизии и устремилась на юг. Дивизия оказалась в окружении. К вечеру части дивизии сосредоточились в районе населённого пункта Пятая Сотня. Перед окружёнными частями была поставлена задача действовать в тылу врага, пробиваться из окружения.
К рассвету 31 июля 1942 года части дивизии были в Михайловке, в 20 километрах к северу от крупного населённого пункта и железнодорожной станции Целина.
На рассвете 1 августа 1942 года дивизия начала прорыв из окружения залпом «катюш». Как только умолкла канонада и в небо взвились сигнальные ракеты, 39-й и 220-й стрелковые полки ринулись на врага. Атака была успешной. Овладев районом переезда, полки развернули на своих внешних флангах по одному батальону и расширили прорыв до пяти километров по фронту. Вслед за 39-м и 220-м стрелковыми полками в прорыв устремились все остальные части дивизии и все находившиеся поблизости войска, в том числе соединения и части 37-й армии. Вся эта масса войск хлынула по широкой полевой дороге в сторону Ворошиловска. Придерживаясь правой стороны, шли пехотные части и конные обозы. А всё то, что находилось на машинах, преодолев опасную зону железнодорожного переезда и вырвавшись на необъятный простор, быстро мчалось на юг. Отшагав 20 километров по широкой степной дороге, дивизия вышла к селу Лопанка, на реке Средний Егорлык.
К рассвету 6 августа 1942 года дивизия вышла в район юго-восточнее Молотовского и расположилась на днёвку на огромном кукурузном поле к востоку от хутора Медвеженский. В этот день дивизия в бою не участвовала, вражеские самолёты её не бомбили, и всё-таки он оказался самым тяжёлым из всех девяти дней, проведённых в тылу врага. Погода стояла сухая и жаркая. И земля, и воздух были накалены до предела. Людей мучила жажда. Запастись водой можно было в окрестных сёлах, но там были немцы.
7 августа 1942 года поредевшие части дивизии нанесли удар по вражескому гарнизону в Прилужном. Завязался упорный бой, продолжавшийся более часа. Только к рассвету 39-му стрелковому полку удалось обойти хутор с флангов, овладеть им и начать движение на Подлесное. За ним устремились все остальные части. Но потерянное время усложнило задачу дивизии. Вскоре из Безопасного и Дмитриевского прибыли в район Прилужного моторизованные подразделения немцев с артиллерией и танками. Им удалось перерезать колонну дивизии пополам. В результате 39-й полк, дивизионные части и частично 220-й полк успели уйти в Подлесное, а 101-й стрелковый с небольшим количеством орудий 40-го артиллерийского полка и некоторые подразделения 220-го стрелкового полка остались в районе Прилужного, на косогоре между рекой Егорлык и дорогой Ростов — Ворошиловск. Около 8 ч. утра группа танков противника, прибывшая в район хутора Прилужный из Безопасного, соединилась с пехотой и артиллерией, подоспевшими из Дмитриевского. Заняв позиции по косогору восточнее реки Егорлык, немцы закрыли дорогу на восток второй колонне дивизии. Части второй колонны, разбившись на группы и оставив для прикрытия отхода артиллерийские подразделения, перебрались на восточный берег Егорлыка. Первую колонну дивизии, которая остановилась на отдых в 15 километрах восточнее Подлесного, догнали только к вечеру. Ночью дивизия продолжила свой марш на юго-восток. Явственно ощущалось приближение линии фронта. А когда стали появляться советские разведывательные и связные самолёты, стало понятно, что единичные остатки дивизии вышли к своим.
Выйдя из окружения, дивизия заняла оборону по берегу реки Дон от устья Иловли до хутора Большой Колдоир.
28 ноября 1942 года дивизия была расформирована, из бойцов и командиров, оставшихся в соединении, был сформирован новый полк.

## В составе
| Дата                  | Фронт (округ)                    | Армия      | Корпус (группа)        | Примечания                                  |
| --------------------- | -------------------------------- | ---------- | ---------------------- | ------------------------------------------- |
| 12 июня 1919 года     | Западный фронт                   | 15-я армия | -                      | -                                           |
| 14 сентября 1920 года | Западный фронт                   | 4-я армия  | -                      | -                                           |
| 18 октября 1920 года  | Западный фронт                   | 16-я армия | -                      | -                                           |
| 08 мая 1921 года      | Западный фронт                   | -          | -                      | гарнизонная служба в районе Борисов — Минск |
| 13 июня 1922 года     | Западный военный округ           | -          | 5-й стрелковый корпус  | -                                           |
| 2 октября 1926 года   | Белорусский военный округ        | -          | 5-й стрелковый корпус  | -                                           |
| 16 сентября 1934 года | БВО                              | -          | 16-й стрелковый корпус | -                                           |
| 26 июля 1938 года     | Белорусский особый военный округ | -          | 5-й стрелковый корпус  | Бобруйская армейская группа                 |
| 11 сентября 1939 года | Белорусский фронт                | 10-я армия | 5-й стрелковый корпус  | -                                           |
| 25 декабря 1939 года  | Ленинградский военный округ      | 13-я армия | -                      | -                                           |
| 07 января 1940 года   | Северо-Западный фронт            | 13-я армия | -                      | -                                           |
| 13 марта 1940 года    | Белорусский особый военный округ | -          | -                      | -                                           |
| май 1940 года         | Закавказский военный округ       | -          | 3-й стрелковый корпус  | -                                           |
| 22 июня 1941 года     | Закавказский военный округ       | -          | 3-й стрелковый корпус  | -                                           |
| 1 июля 1941 года      | Закавказский военный округ       | -          | 3-й стрелковый корпус  | -                                           |
| 10 июля 1941 года     | Закавказский военный округ       | -          | 3-й стрелковый корпус  | -                                           |
| 1 августа 1941 года   | Закавказский военный округ       | 46-я армия | -                      | -                                           |
| 1 сентября 1941 года  | Закавказский фронт               | 46-я армия | -                      | -                                           |
| 1 октября 1941 года   | Южный фронт                      | 18-я армия | -                      | -                                           |
| 1 ноября 1941 года    | Южный фронт                      | -          | -                      | -                                           |
| 1 декабря 1941 года   | Южный фронт                      | -          | -                      | -                                           |
| 1 января 1942 года    | Южный фронт                      | 12-я армия | -                      | -                                           |
| 1 февраля 1942 года   | Южный фронт                      | 12-я армия | -                      | -                                           |
| 1 марта 1942 года     | Южный фронт                      | 12-я армия | -                      | -                                           |
| 1 апреля 1942 года    | Южный фронт                      | 12-я армия | -                      | -                                           |
| 1 мая 1942 года       | Южный фронт                      | 12-я армия | -                      | -                                           |
| 1 июня 1942 года      | Южный фронт                      | 12-я армия | -                      | -                                           |
| 1 июля 1942 года      | Южный фронт                      | 12-я армия | -                      | -                                           |
| 1 августа 1942 года   | Северо-Кавказский фронт          | 12-я армия | -                      | -                                           |

## Состав
- управление
- 39-й стрелковый полк
- 101-й стрелковый полк
- 220-й стрелковый полк
- 40-й артиллерийский полк (до 10 ноября 1941 года и с 6 марта 1942 года)
- 95-й гаубичный артиллерийский полк (до 6 ноября 1941 года)
- 80-й отдельный истребительно-противотанковый дивизион (до 22 октября 1941 года и с 6 января 1942 года)
- 56-й отдельный зенитно-артиллерийский дивизион
- 41-я разведрота (47-й разведбат)
- 7-й сапёрный батальон
- 73-й отдельный танковый батальон
- 549-й минный дивизион (с 6 ноября 1941 года)
- 63-й отдельный батальон связи
- 55-й медико-санитарный батальон
- 280-я отдельная рота химической защиты
- 433-й автотранспортный батальон
- 865-я (60-я) полевая хлебопекарня
- 39-й дивизионный ветеринарный лазарет
- 186-я дивизионная артиллерийская ремонтная мастерская
- 984-я полевая почтовая станция
- 52-я (828-я) полевая касса Госбанка[15]

## Командиры
- Солодухин, Василий Иванович — (12.06.1919 — 08.10.1920)
- Симонов, Анатолий Алексеевич[16] — (08.10.1920 — 19.01.1921)
- Тарановский, Александр Дмитриевич — (10.12.1921 — 24.02.1922)
- Лацис, Ян Янович — (24.02.1922 — 09.1923)
- и. о. Кимундрис, Александр Георгиевич[17] — (27.11.1923 — 26.03.1924)
- Окулич, Александр Константинович — (01.09.1926 — 01.1929)
- Окулич, Александр Константинович — (07.1929 — 01.1930)
- Степанов, Максим Осипович — (10.01.1930 — 11.1931)
- Балакирев, Алексей Фёдорович — (11.1931 — 20.10.1933)
- Иссерсон, Георгий Самойлович, комбриг — (12.1932 — 02.1936)
- Воронков, Виктор Михайлович, комбриг — (22.03.1936 — 11.1936)
- Суровцев Николай Яковлевич, полковник — (? — 30.06.1937)
- Ключников, Николай Фёдорович, комбриг (с 17.02.1938) — (24.08.1937 — 18.01.1940)
- и. о. Князьков, Сергей Алексеевич — (08.1938 — 08.1939)
- Музыченко, Иван Николаевич, комбриг — (25.01.1940 — 27.04.1940)
- Рослый, Иван Павлович, полковник (с 13 мая 1942 года генерал-майор) — (27.04.1940 — 30.08.1942)
- Зайюльев, Николай Николаевич, полковник — (30.08.1942 — 28.11.1942)[3]

## Отличившиеся воины дивизии
- Бойко, Василий Романович, старший политрук — начальник организационно-партийной части политического отдела дивизии.
- Василенко, Гавриил Тарасович, старший лейтенант — командир батальона 101-го стрелкового полка
- Елейников, Степан Ефимович, лейтенант — помощник по разведке начальника штаба 101-го стрелкового полка
- Куксов, Пётр Фёдорович, старший лейтенант — командир пулемётной роты 220 стрелкового полка.
- Максименя, Иосиф Маркович, красноармеец — стрелок 39-го стрелкового полка
- Манасян, Исак Маркосович, отделённый командир — помощник командира пулемётного взвода 39-го стрелкового полка
- Толстов, Пётр Егорович, младший командир — командир орудия 6-й батареи 40-го артиллерийского полка

## Награды
До Великой Отечественной войны:
- 8 декабря 1921 года приказом РВСР № 2763/464 присвоено почётное наименование «Смоленская»[18]
- 21 ноября 1924 года приказом РВС СССР № 1408 присвоено именное наименование «имени Германского пролетариата»[19]
- 23 февраля 1928 года награждена Президиумом Центрального Исполнительного Комитета СССР Почётным Революционным Красным Знаменем в ознаменование 10-летия РККА и отмечая боевые заслуги на различных фронтах гражданской войны, начиная с 1918—1919-х г.[20][21]